# China General Nuclear Power Group
La China General Nuclear Power Group  (CGNPC; 中国广核集团S),  è la maggiore società per lo sviluppo nucleare cinese per lo sviluppo dell'energia nucleare. Ha cambiato nome nel 2013 da China Guangdong Nuclear Power Group (中国广东核电集团S) per riflettere l'espansione della sua sfera economica dal Guangdong alla Cina intera.

## Storia
CGNPC è stata costituita nel 1994 ed è di proprietà per il 45% della provincia del Guangdong, per il 45% della China National Nuclear Corporation e per il restante 10% della China Power Investment Corp.

## Centrali nucleari

### Centrali di proprietà

#### In funzione
- Centrale nucleare di Fangchenggang
- Centrale nucleare Guangdong
- Centrale nucleare di Ling Ao
- Centrale nucleare di Ningde
- Centrale nucleare di Yangjiang
- Centrale nucleare di Taishan

### Centrali possedute tramite società controllate
- Centrale nucleare di Hongyanhe